# Draba arabisans
Draba arabisans är en korsblommig växtart som beskrevs av André Michaux. Draba arabisans ingår i släktet drabor, och familjen korsblommiga växter. Inga underarter finns listade i Catalogue of Life.

## Bildgalleri

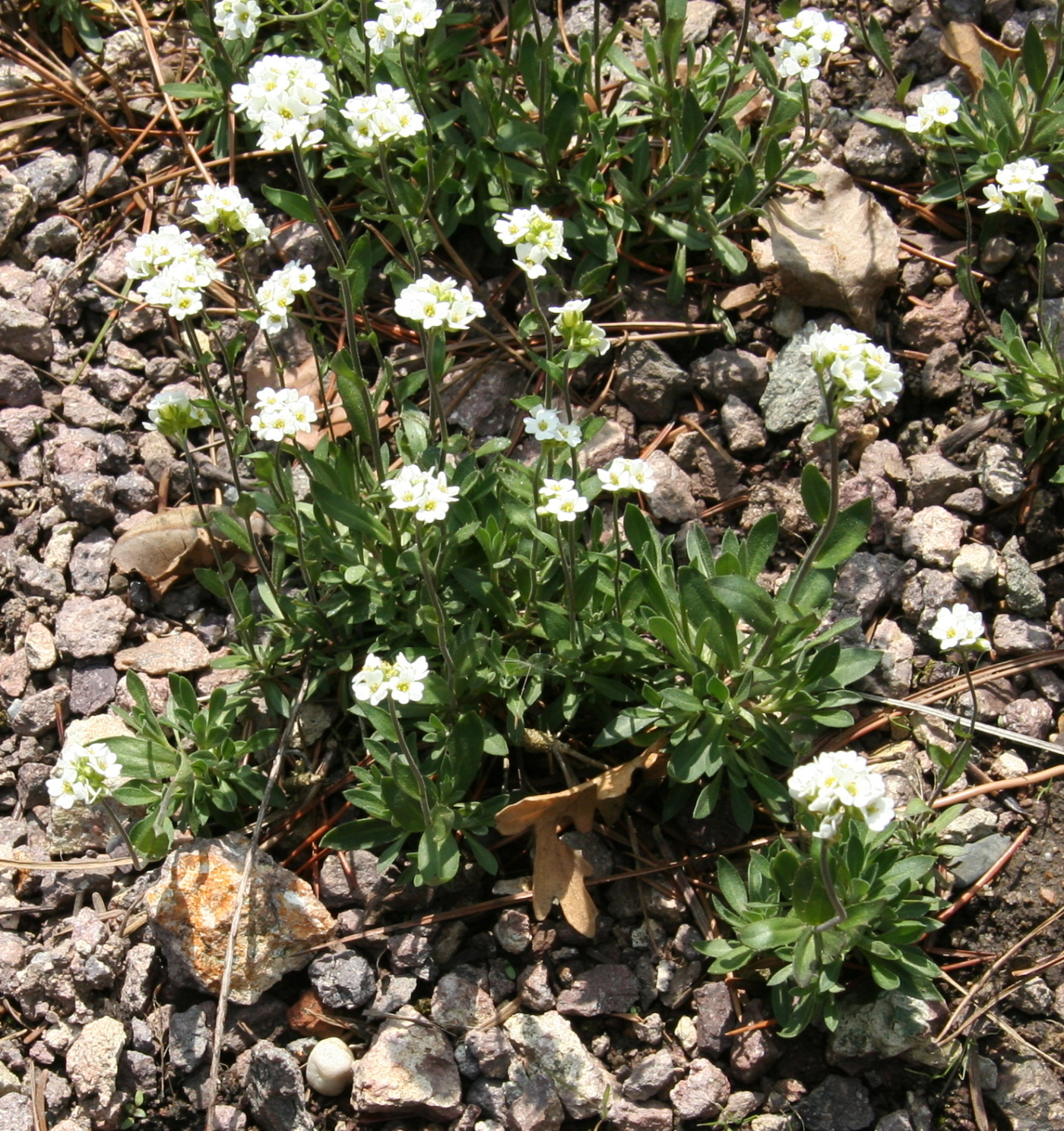